# Burning Rain

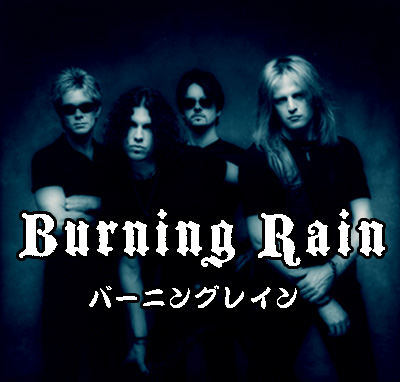
De izquierda a derecha: Alex Macarovich (batería), Keith St.John (voz), Ian Mayo (bajo) y Doug Aldrich (guitarra).

Burning Rain es una banda formada por el guitarrista Doug Aldrich y el cantante Keith St. John en 1998.

## Miembros
- Doug Aldrich - Guitarra
- Keith St. John - Voz
- Ian Mayo - Bajo

## Discografía
- 1999 - Burning Rain
- 2000 - Pleasure to Burn
- 2013 - Epic Obsession
- 2019 - Face the Music

Discográfica: Frontiers